# Liberalismo progresista español
Liberalismo progresista es una etiqueta política que se ha asignado a diferentes movimientos políticos o partidos políticos desde mediados del siglo XIX, asociados a los conceptos de liberalismo, progresismo, y radicalismo.
La utilización de la expresión progresista para designar explícitamente a una facción o partido político, es original de Salustiano Olózaga en 1836; y, al igual que había ocurrido con la expresión liberal, se extendió desde España al vocabulario político del resto del mundo. Se habla de liberalismo progresista en contraposición del liberalismo clásico o conservador. También es conocido en el mundo de habla romance como liberalismo radical (o radicalismo); en el mundo Anglo-sajón como liberalismo social; y en América como liberalismo demócrata o moderno.

## Liberales progresistas en la revolución liberal española

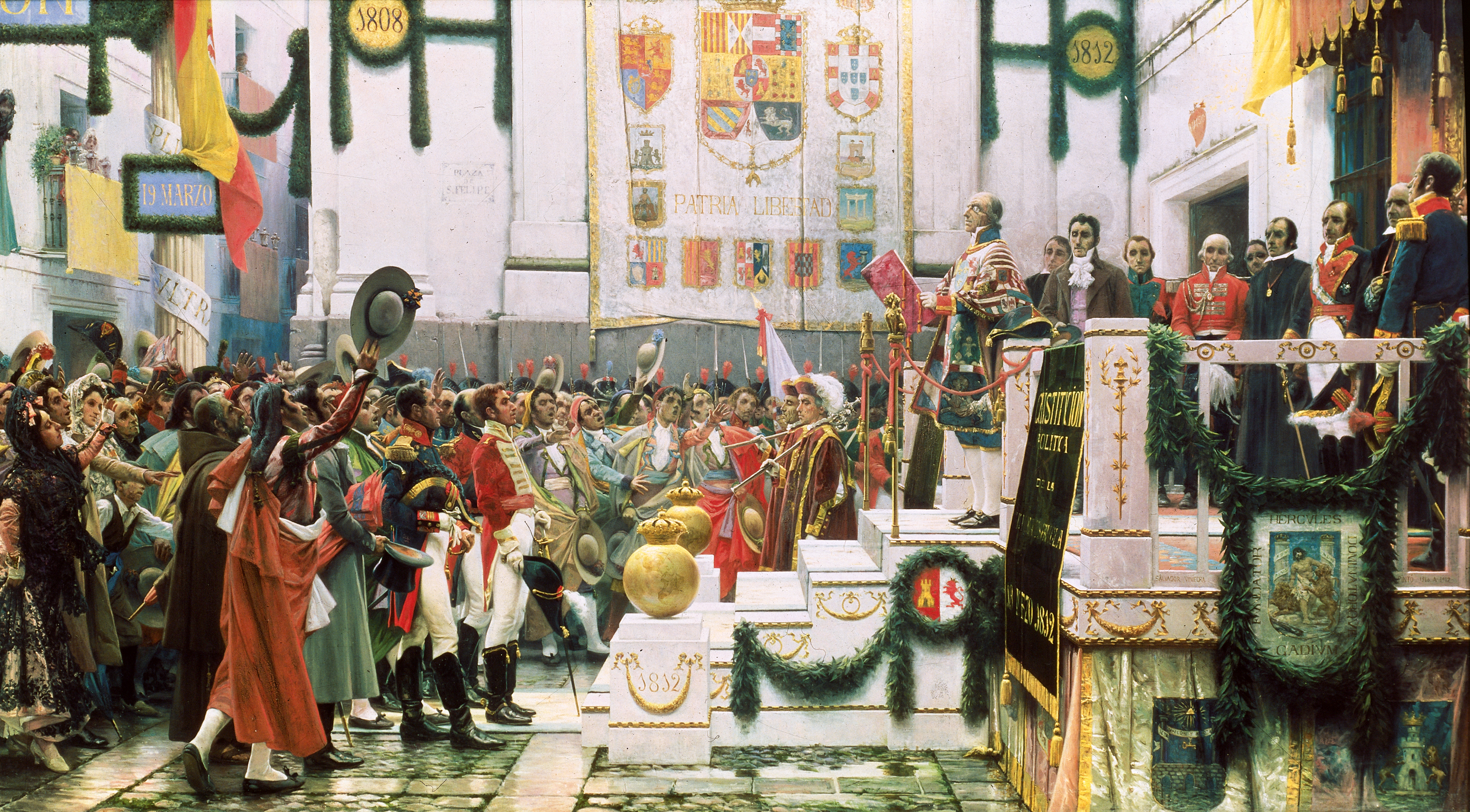
La promulgación de la Constitución de 1812, obra de Salvador Viniegra (Museo de las Cortes de Cádiz).

En España, la división de los liberales de las Cortes de Cádiz se produce como consecuencia de su llegada al poder en el trienio liberal (1820-1823), momento en que se escinden en moderados (o doceañistas), por un lado, y exaltados (o veinteañistas), por otro.
Durante el reinado de Isabel II de España las denominaciones políticas dentro de los liberales fueron las de moderados y progresistas (Partido Moderado frente al Partido Progresista); los liberales progresistas alcanzaron el gobierno en determinadas coyunturas (pronunciamientos militares) que obligaban a la reina regente o a la propia reina, cuando fue declarada mayor de edad; pues ambas preferían gobiernos de signo moderado. Tales coyunturas se produjeron en repetidas ocasiones, pero durante breves periodos: con el motín de los sargentos de La Granja (1836), con la expulsión de la regente que llevó a la regencia de Espartero (1840–1843), y con el denominado bienio progresista (1854-1856).
La revolución de 1868 (encabezada por militares progresistas: Prim, Serrano y Topete) expulsó a la reina y llevó al poder a una coalición inestable de partidos, entre los que la rama principal del liberalismo progresista convivía con escisiones surgidas a su izquierda: los demócratas y los republicanos y con la Unión Liberal (un partido ecléctico entre las posiciones progresista y moderada). Durante el sexenio revolucionario (1868-1874) se experimentaron distintas formas de Estado y de gobierno, en un clima de gran inestabilidad institucional.

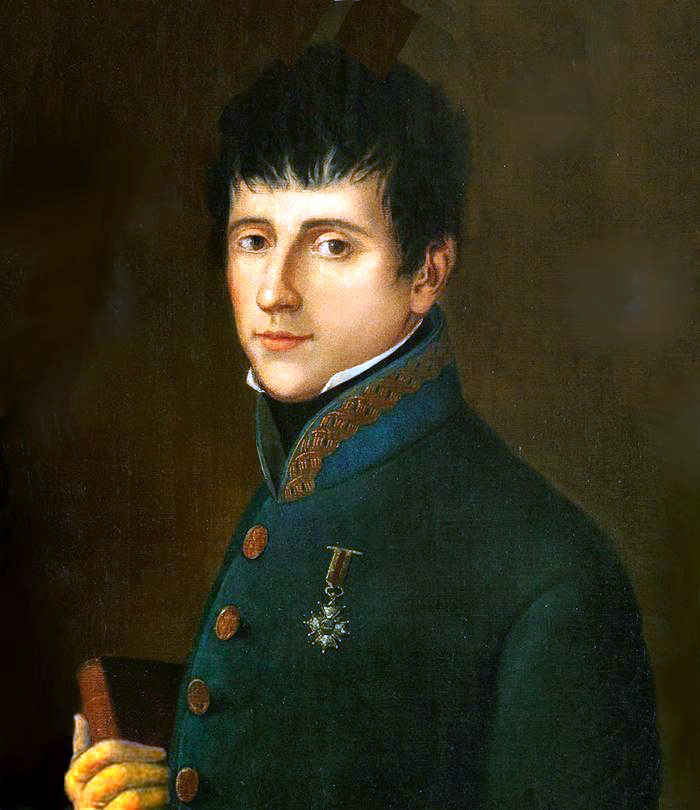
Rafael del Riego.
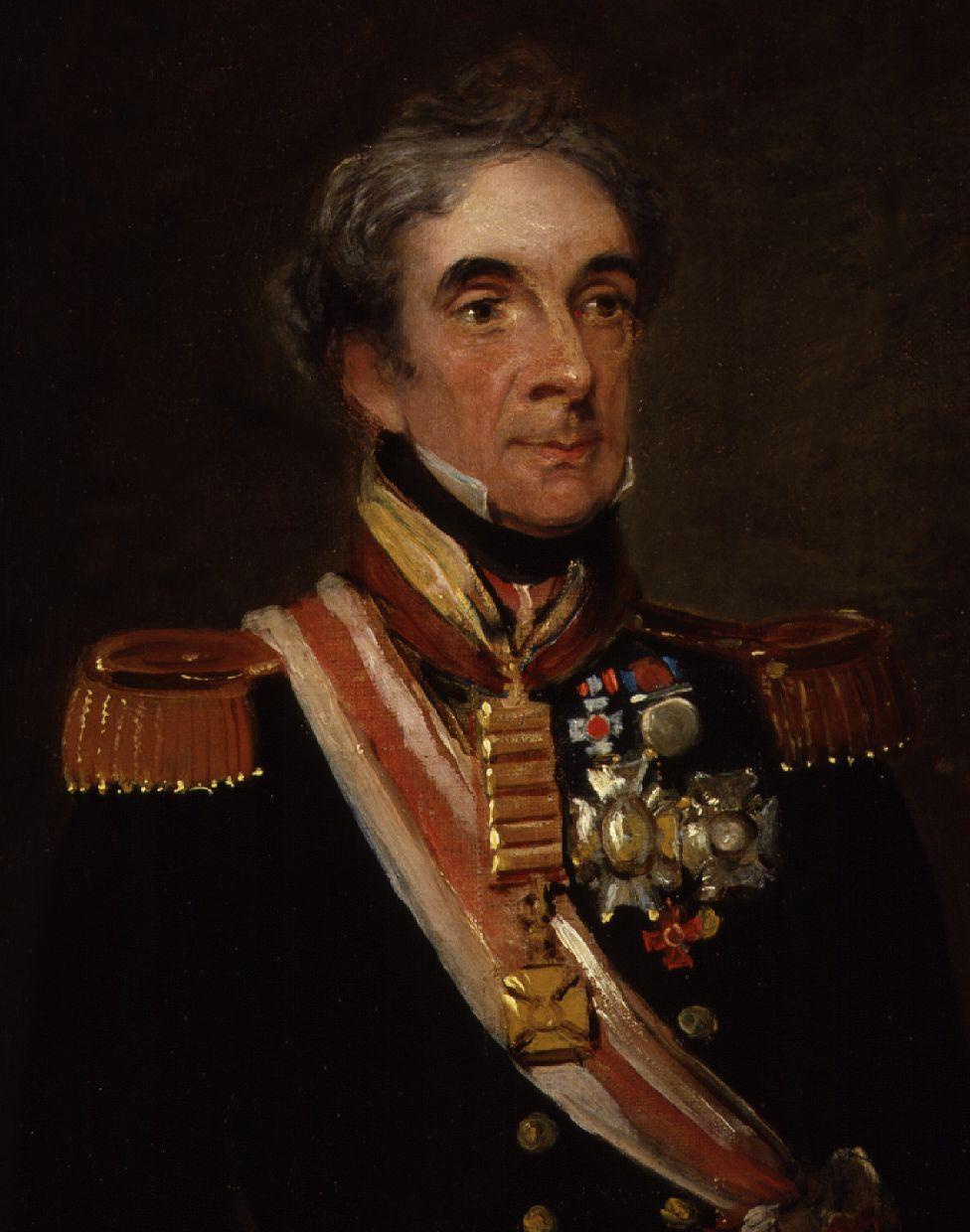
Miguel Ricardo de Álava
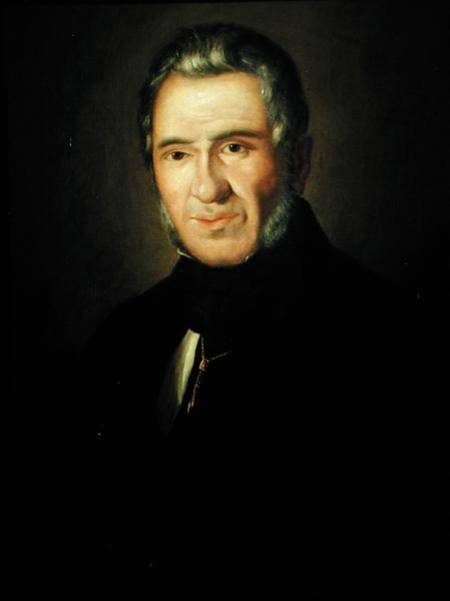
Agustín de Argüelles Álvarez.
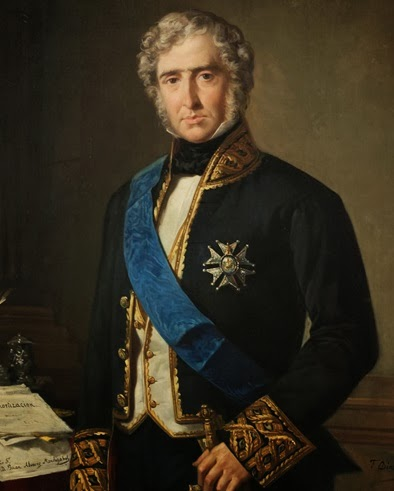
Juan Álvarez Mendizábal.
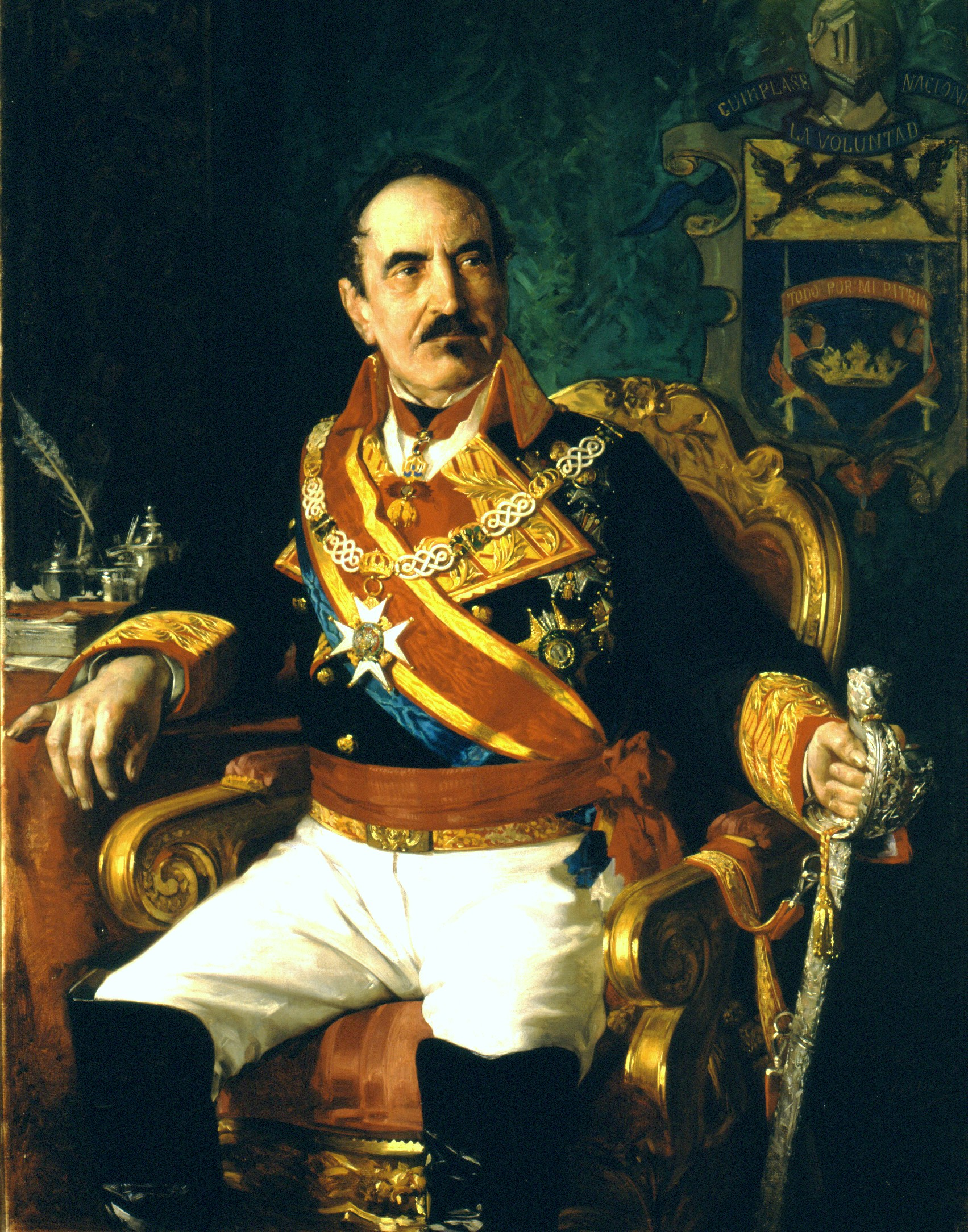
Baldomero Espartero.
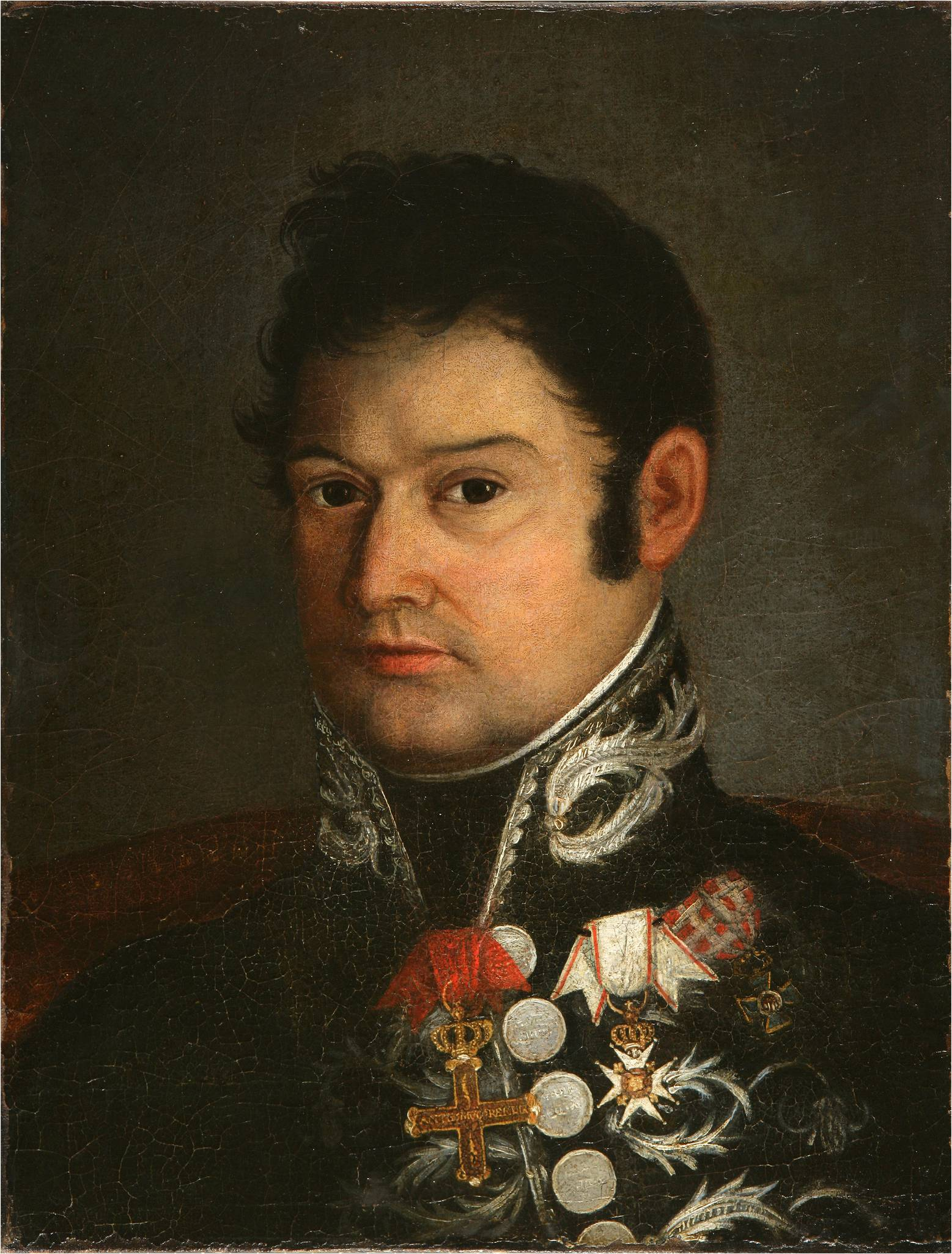
Francisco Espoz y Mina
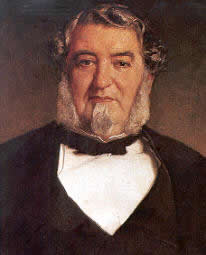
Salustiano Olózaga.
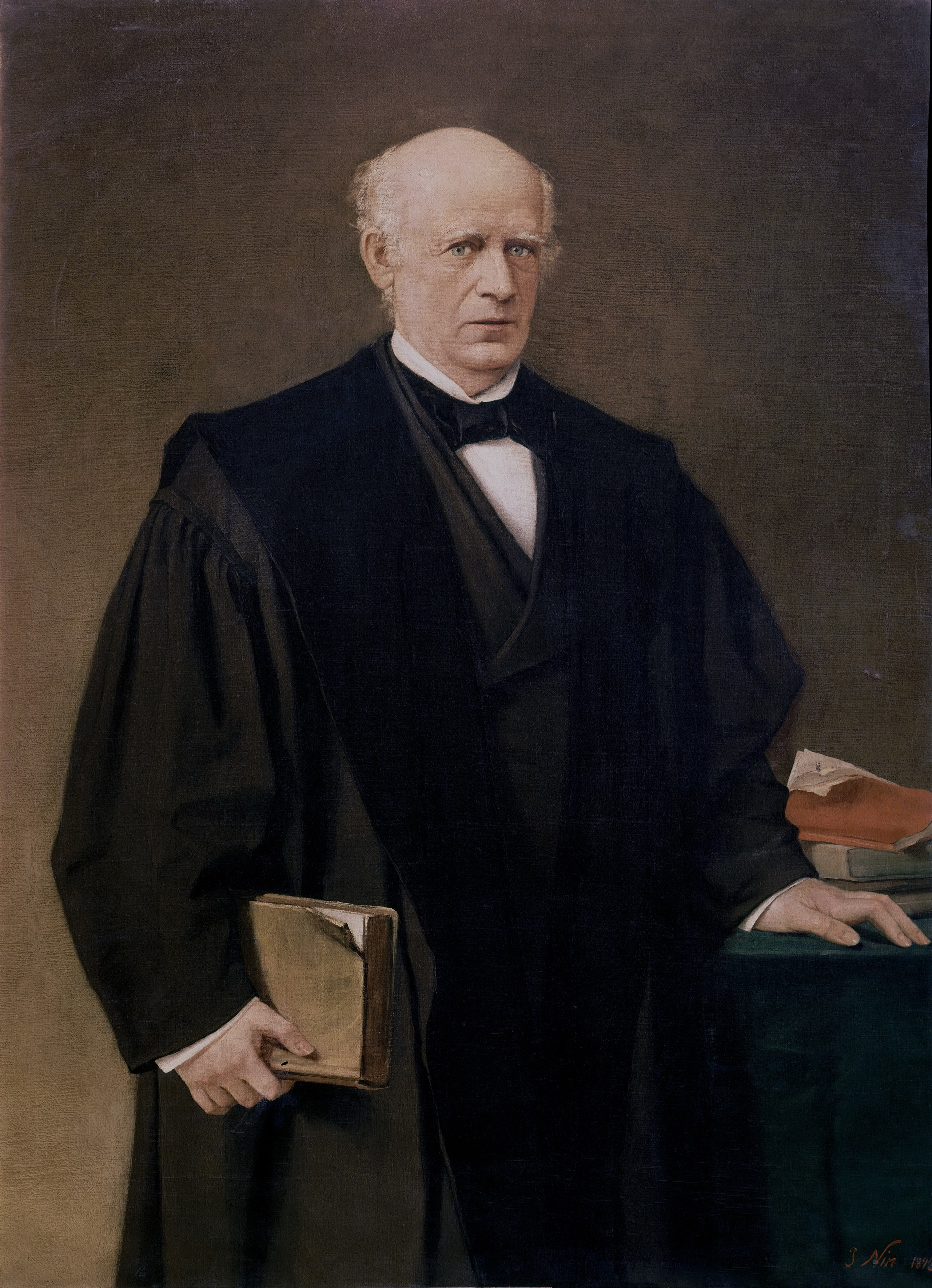
Pascual Madoz.
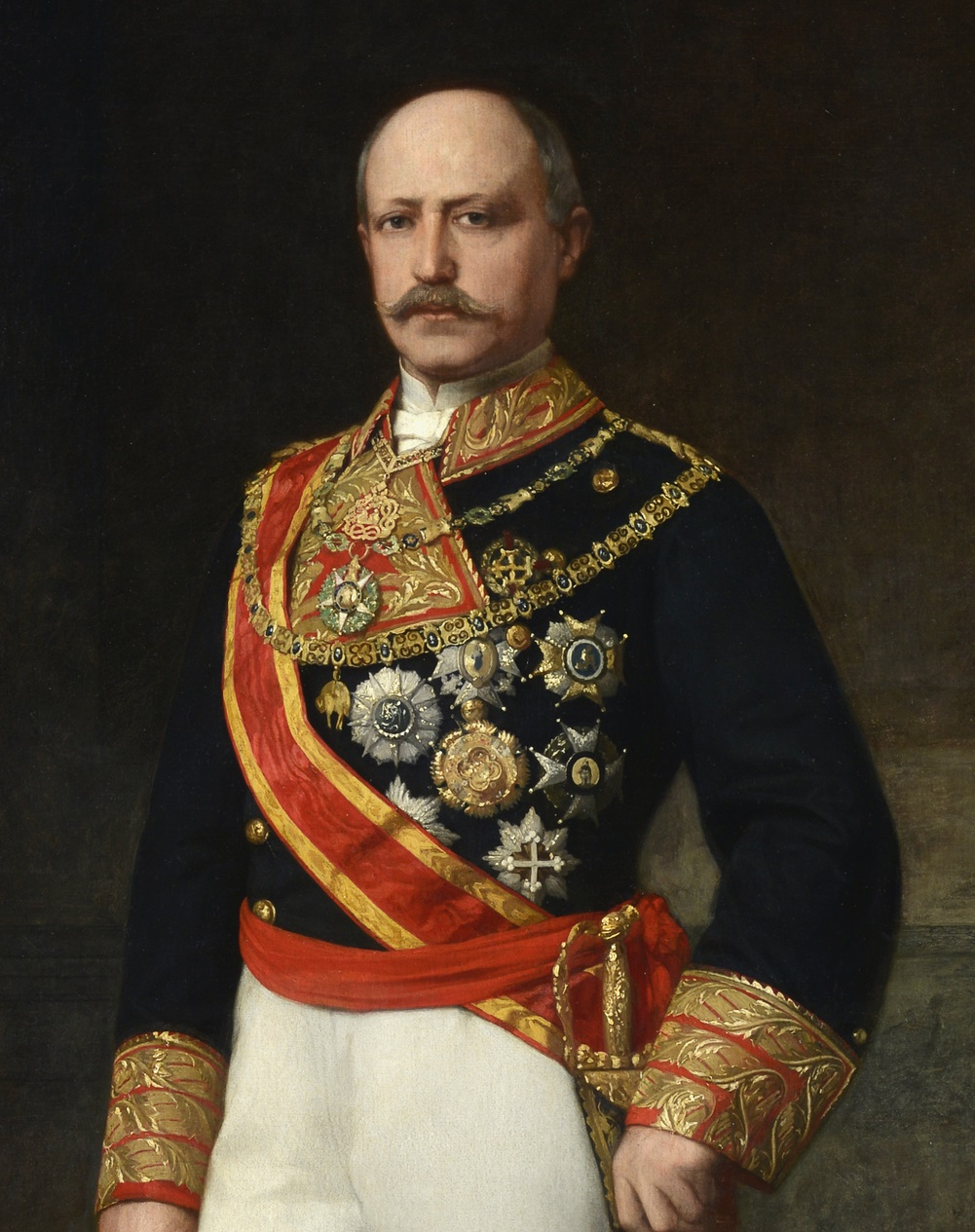
Francisco Serrano y Domínguez.
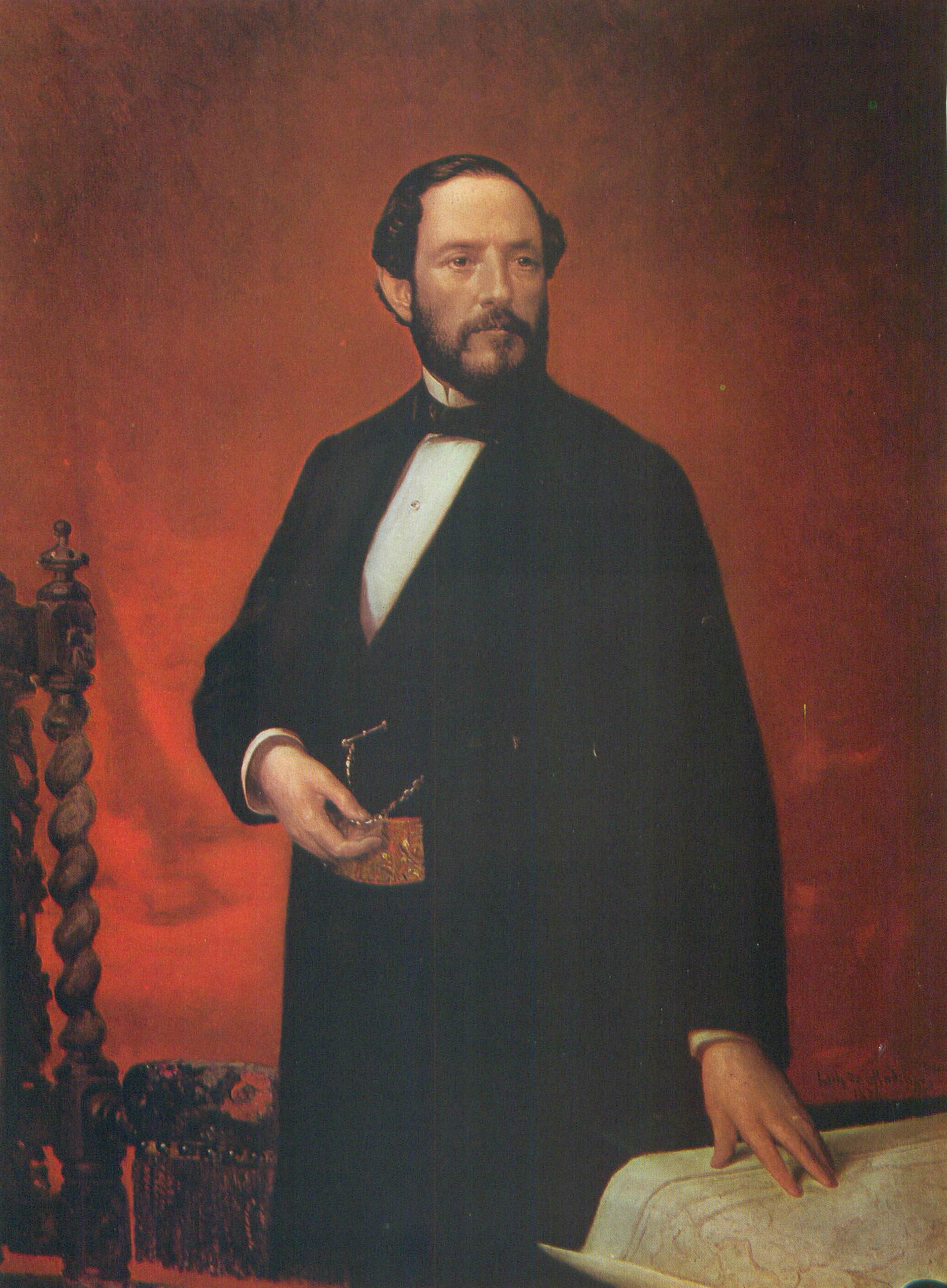
Juan Prim y Prats.
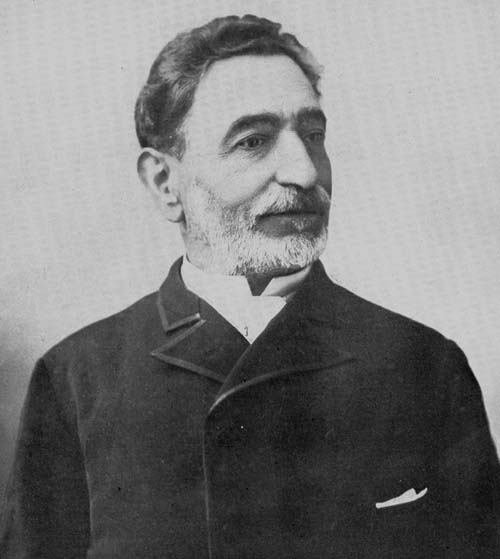
Práxedes Mateo Sagasta.

## El ámbito político a partir de la Restauración
Durante la Restauración, el partido en el que Sagasta unificó a la izquierda dinástica se denominará Partido Liberal Fusionista o Progresista. En la historia intelectual y política española tuvo una gran importancia el krausoinstitucionalismo, corriente krausista del social liberalismo que encabezaron Francisco Giner de los Ríos y Gumersindo de Azcárate. En 1876 ambos fundaron la Institución Libre de Enseñanza con la colaboración de otros catedráticos expulsados de la Universidad, como Nicolás Salmerón.
Ya en el siglo XX, la utilización de la etiqueta "progresista" deja de tener un valor identifcativo claro, pues puede aplicarse tanto a los liberales dinásticos en el gobierno, de políticas sociales más o menos avanzadas, como José Canalejas, como a los partidarios de muy distintas formas de regeneracionismo desde los partidos no dinásticos, incluidos los republicanos, que alcanzaron el poder en 1931. La Agrupación al Servicio de la República contó con un notable grupo de intelectuales que se pueden identificar con el liberalismo progresista, como José Ortega y Gasset, Gregorio Marañón, Justino de Azcárate o Ramón Pérez de Ayala.
Durante la II República Española ningún partido reivindicó la etiqueta de "liberal progresista"; y aunque algunos puedan identificarse con ese ámbito político, mantuvieron muy distintas posiciones, como el Partido Republicano Liberal Demócrata de Melquiades Álvarez, el Partido Republicano Radical de Alejandro Lerroux o el Partido Republicano Radical Socialista de Marcelino Domingo. Este último surge como escisión del de Lerroux tras los acuerdos de este con la derecha confesional. Más tarde los radicales socialistas se fusionaron con el Partido Radical Demócrata que encabezaba Diego Martínez Barrio en septiembre de 1934, dando lugar a Unión Republicana. Unión Republicana colaboró en distintos periodos con la Acción Republicana de Manuel Azaña.
En la dictadura de Franco la propia palabra "liberal" era utilizada como peyorativo para denigrar cualquier actividad política opositora, junto a expresiones del tipo "conspiración judeo-masónica" o "contubernio de Múnich" (esta última iniciativa desarrollada por Salvador de Madariaga, fundador del Colegio de Europa y la Internacional Liberal y con varias responsabilidades en los gobiernos de Alejandro Lerroux durante la etapa republicana).
En cuanto a la palabra "progresista", y especialmente su apócope "progre", se utilizaba en los últimos años del franquismo con unas connotaciones muy distintas, especialmente en el ámbito opositor juvenil.
Durante la Transición Española hubo un partido federal llamado Partido Demócrata Liberal, liderado por Joaquín Garrigues Walker, que terminó formando una "familia liberal" en la UCD de Adolfo Suárez (como Eduard Punset), que tras el hundimiento de esa coalición en 1982 tuvo como referentes distintos partidos con vocación de "bisagra" entre la derecha y la izquierda: el CDS del propio Suárez y la denominada operación Roca que pretendió integrar a los nacionalistas catalanes junto al Partido Demócrata Liberal de Antonio Garrigues Walker.
A comienzos del siglo XXI se fundó Unión Progreso y Democracia, por la anteriormente militante del PSOE Rosa Díez y los filósofos Fernando Savater y Carlos Martínez Gorriarán desde Basta Ya y Ciudadanos-Partido de la Ciudadanía desde Ciudadanos de Cataluña.

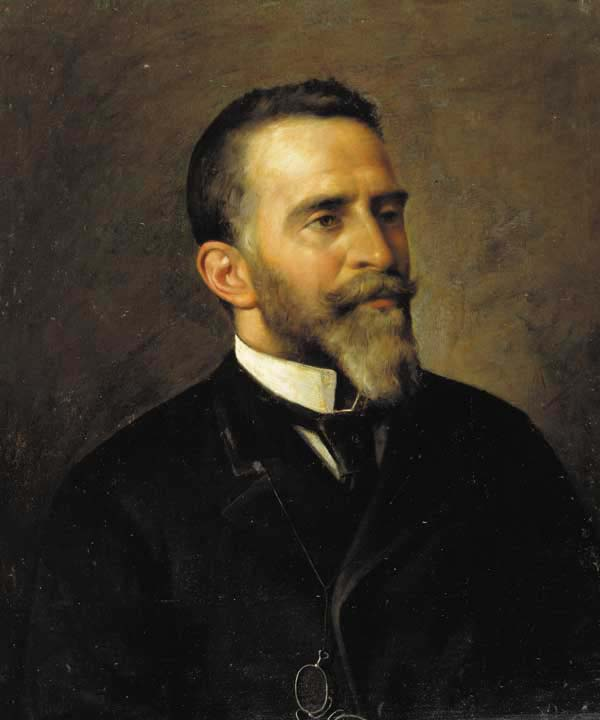
Gumersindo de Azcárate.
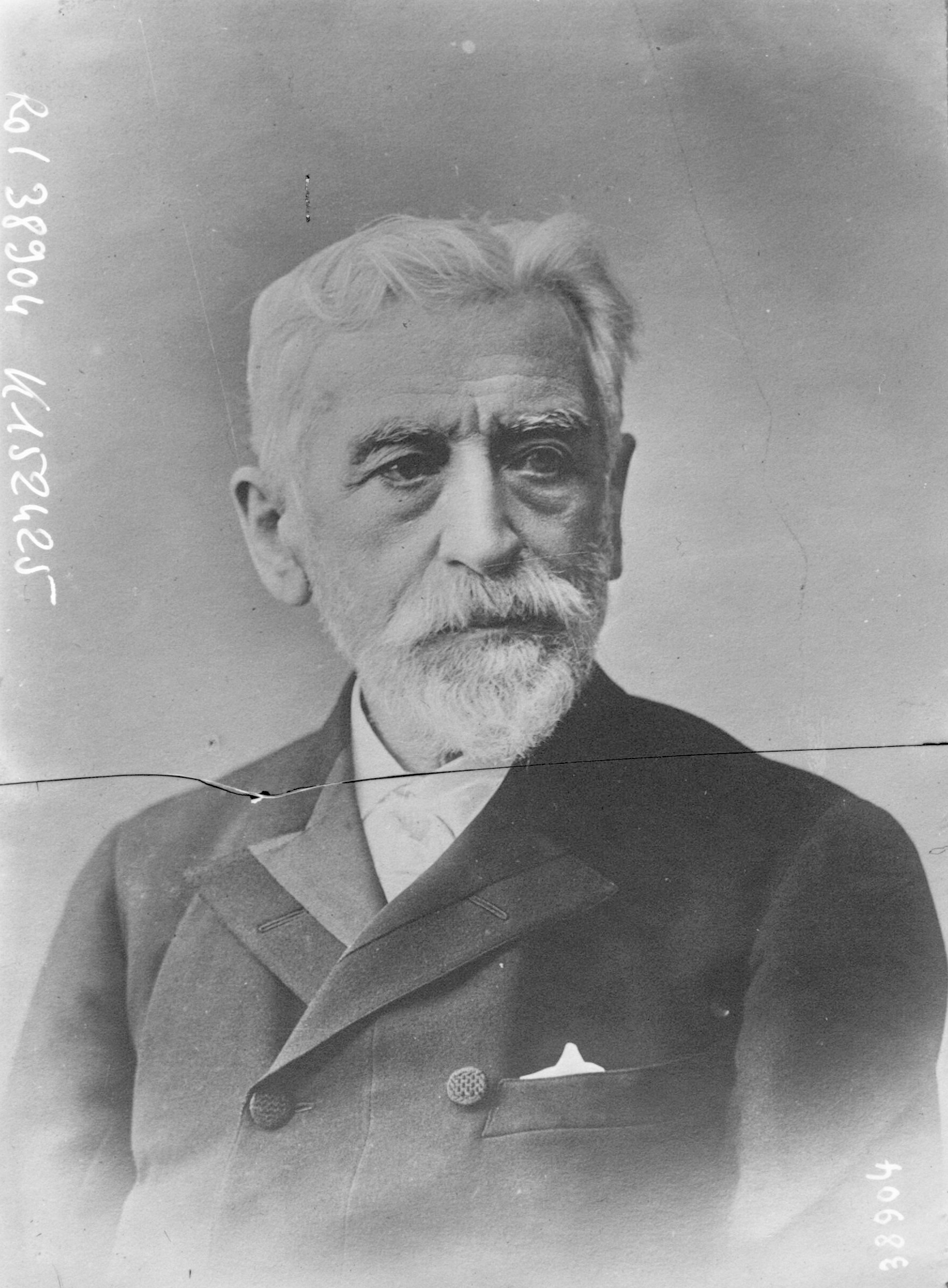
Eugenio Montero Ríos.
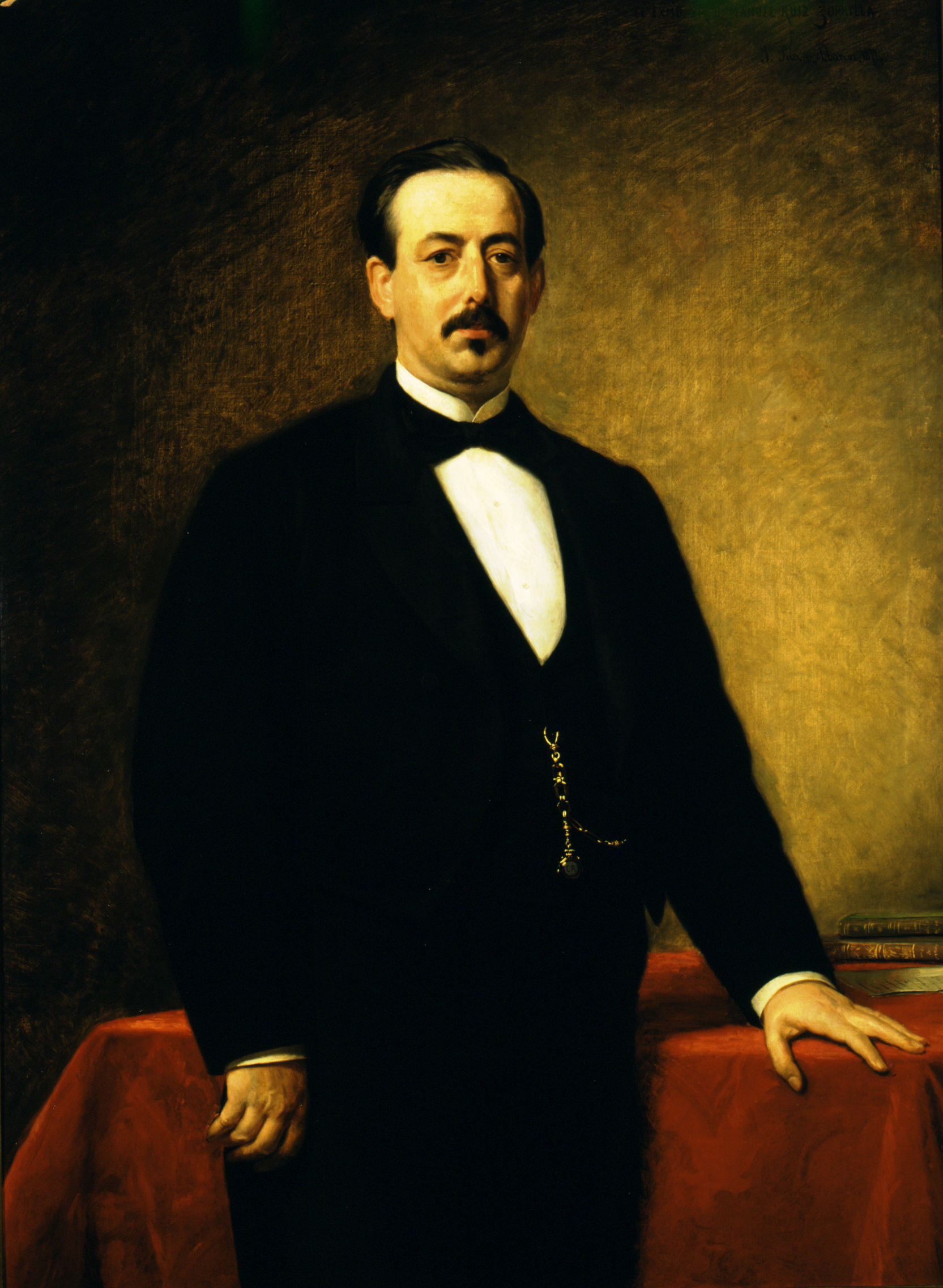
Manuel Ruiz Zorrilla.
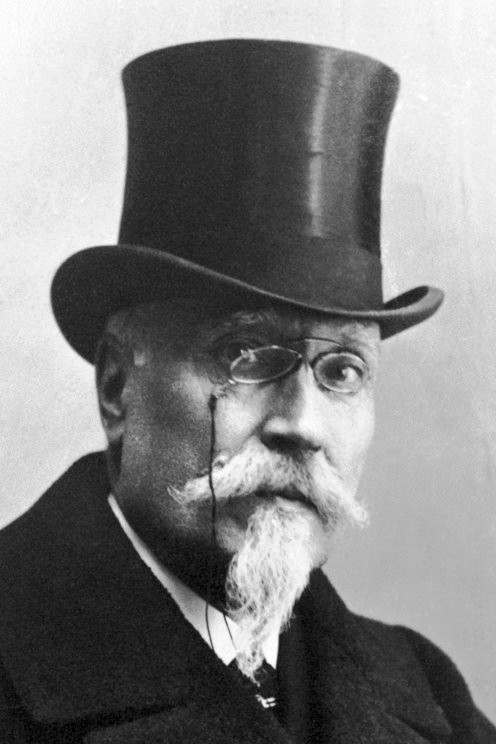
José de Echegaray.
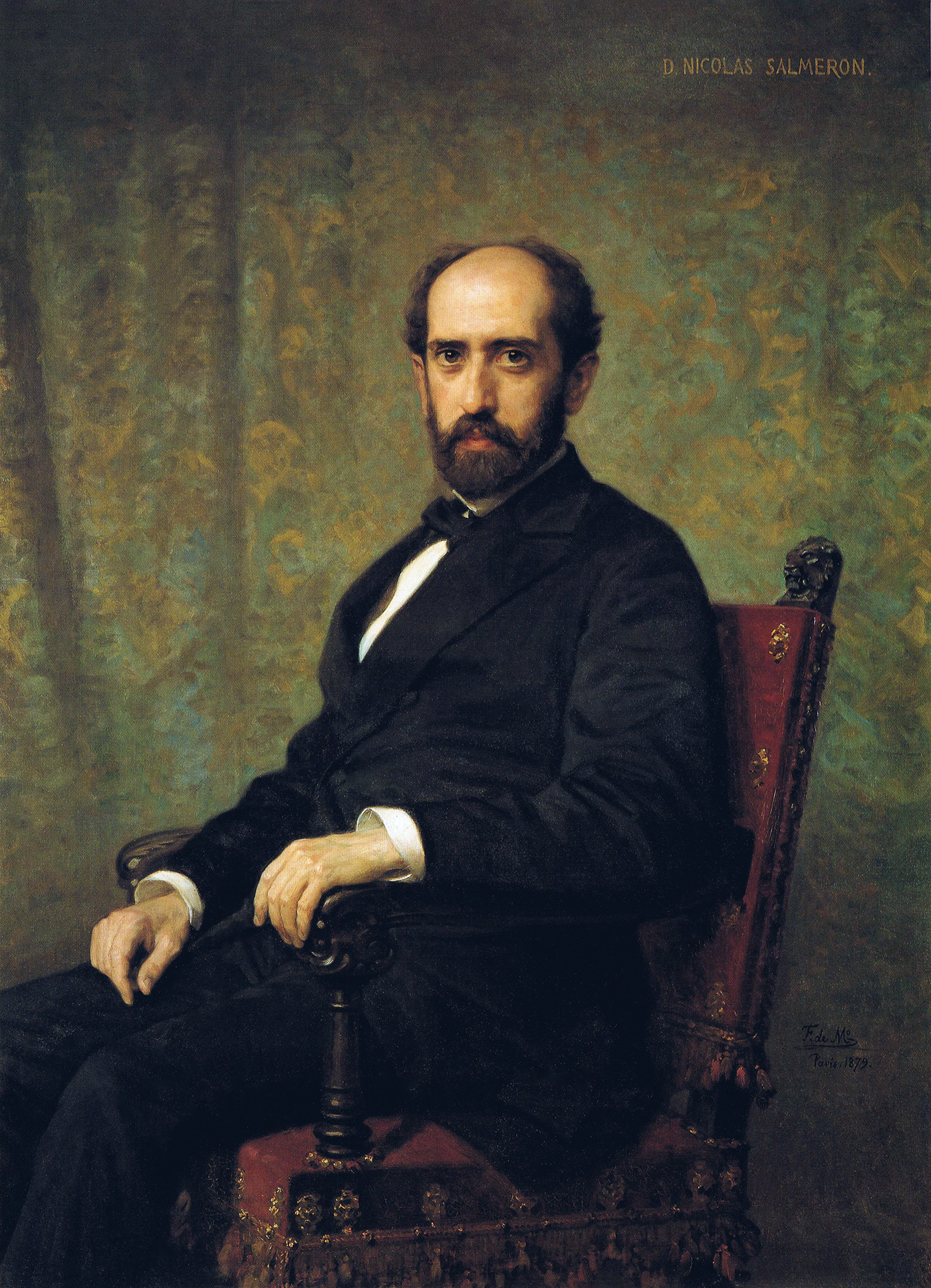
Nicolás Salmerón.
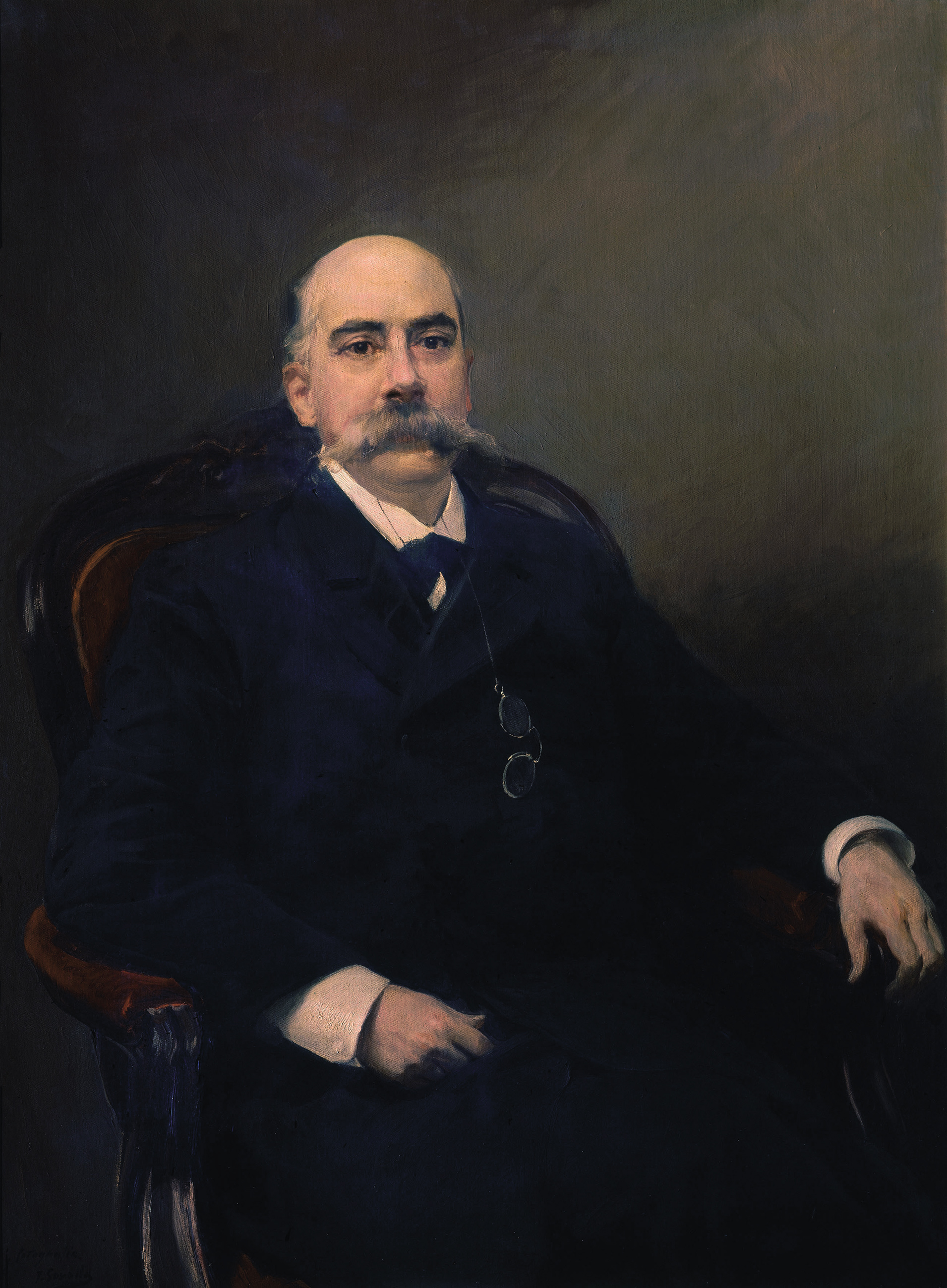
Emilio Castelar.
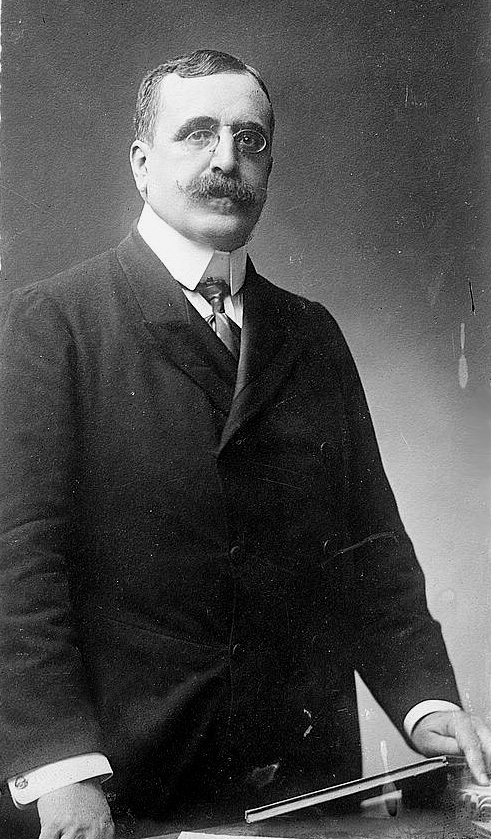
José Canalejas.
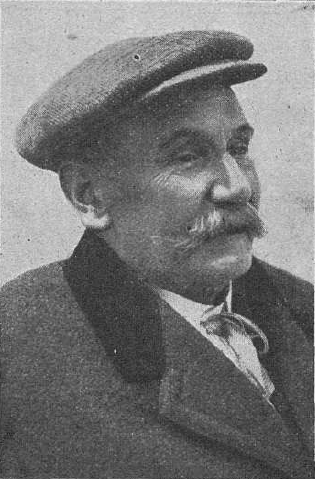
Benito Pérez Galdós
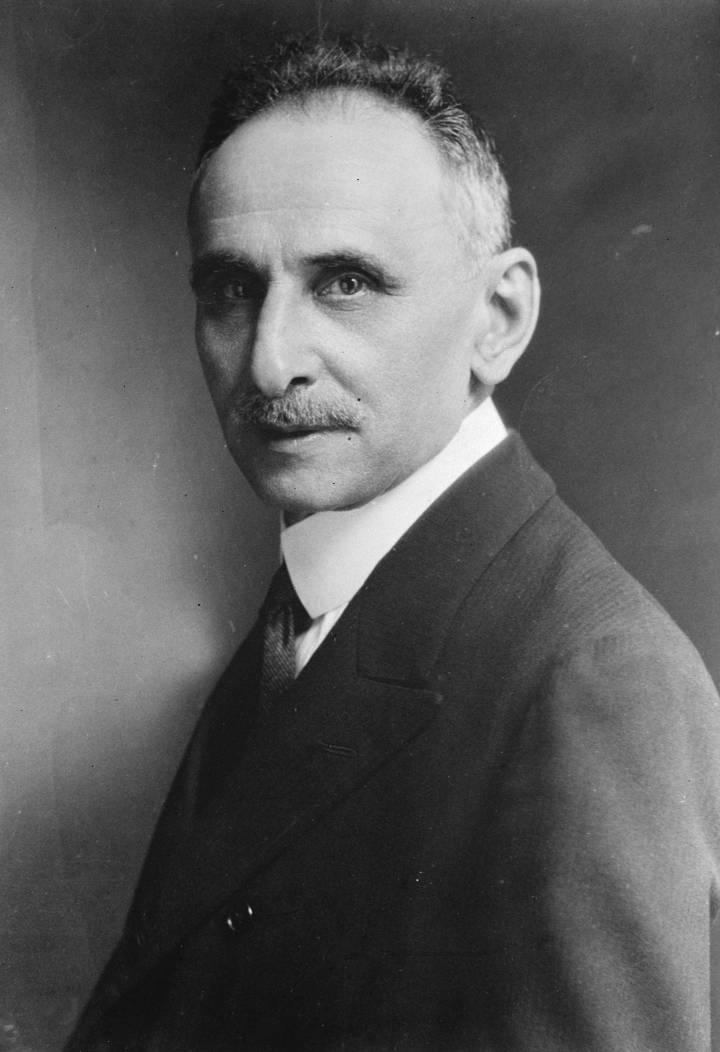
Melquiades Álvarez
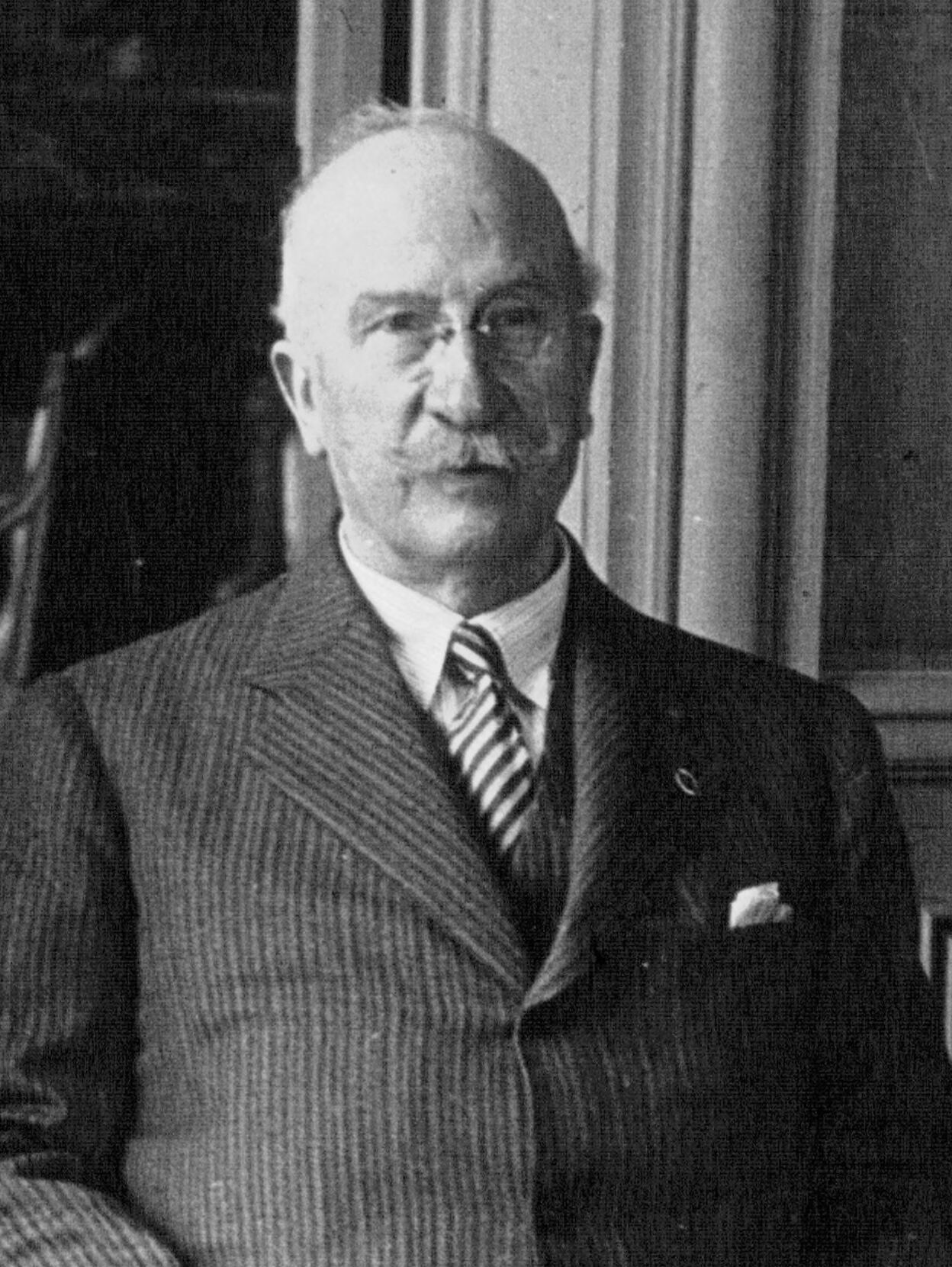
Alejandro Lerroux
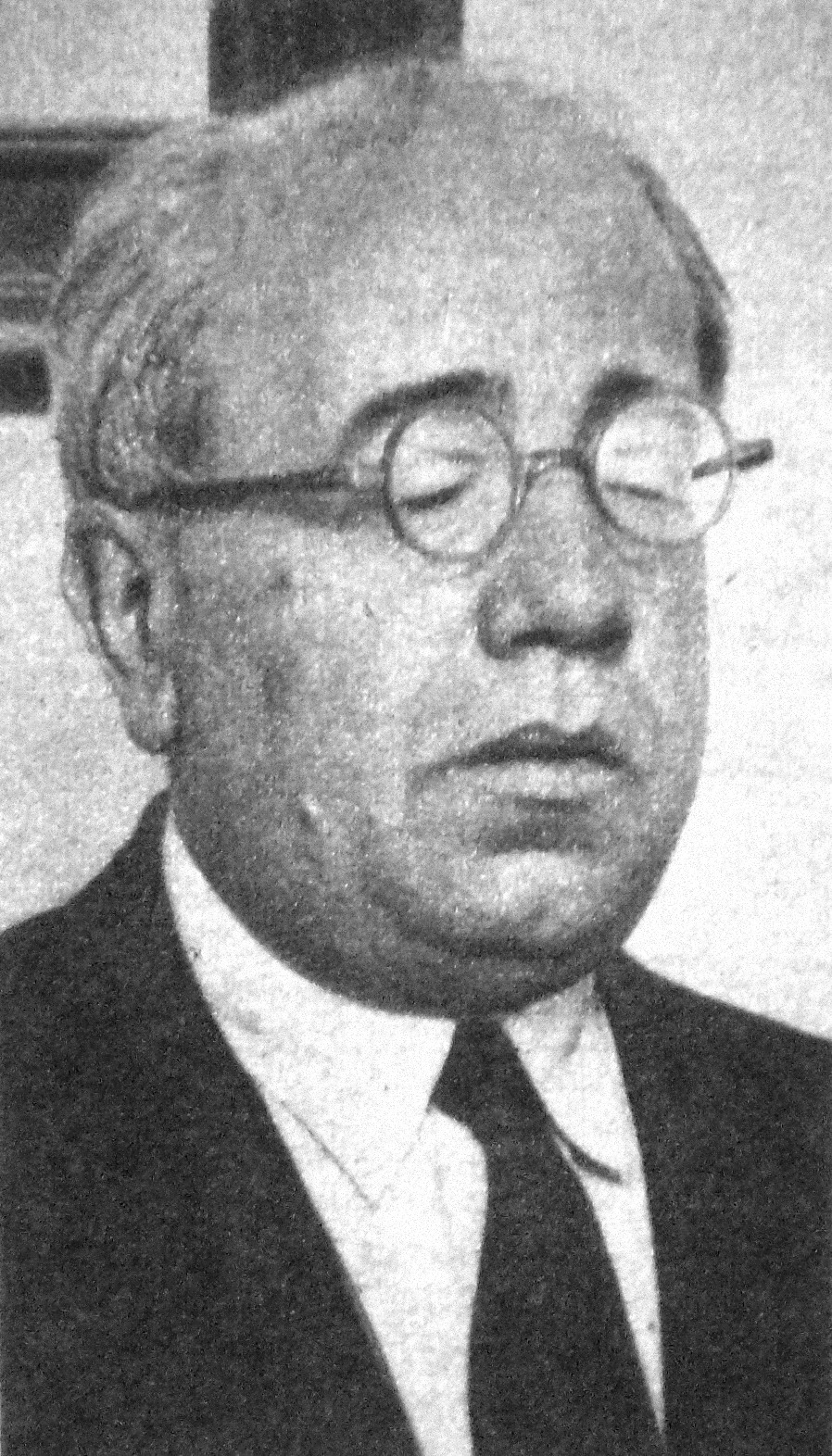
Manuel Azaña.
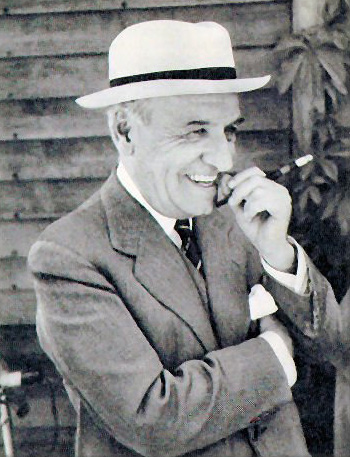
José Ortega y Gasset.
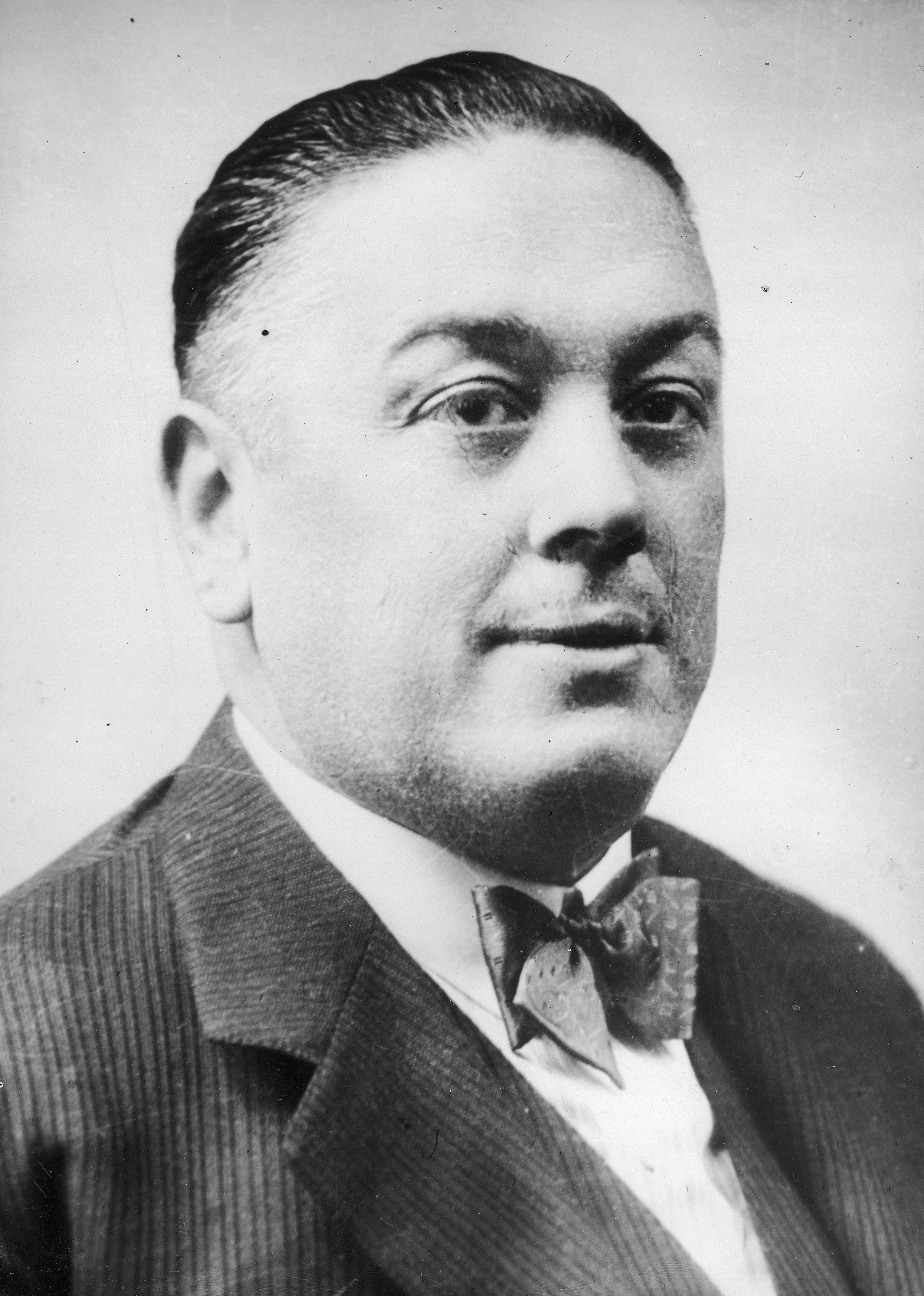
Diego Martínez Barrio.
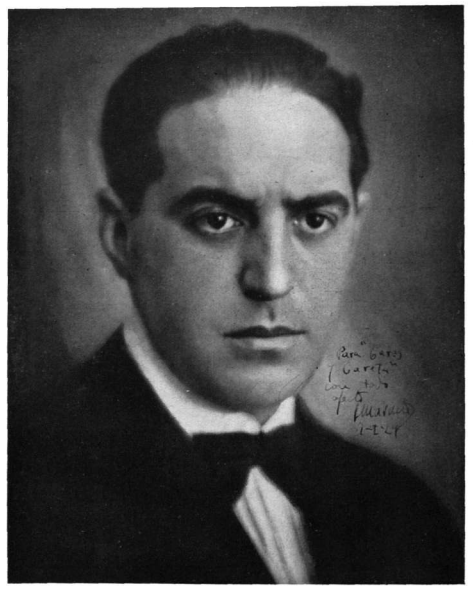
Gregorio Marañón.
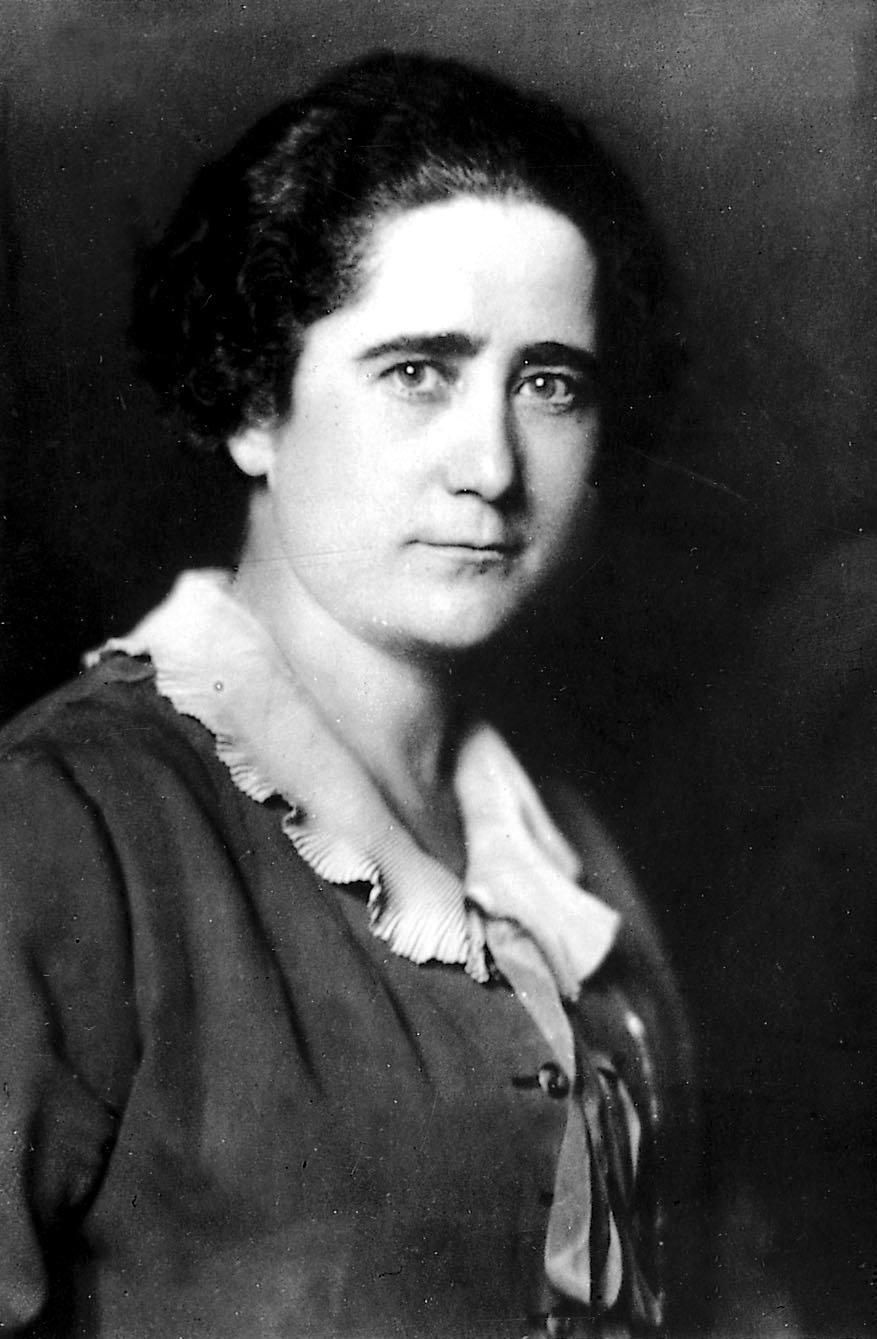
Clara Campoamor
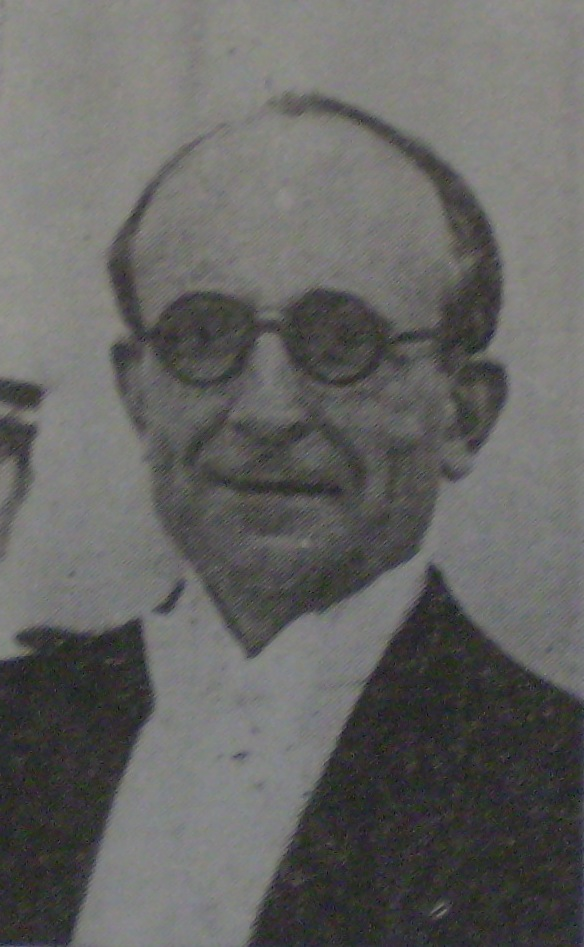
Salvador de Madariaga.
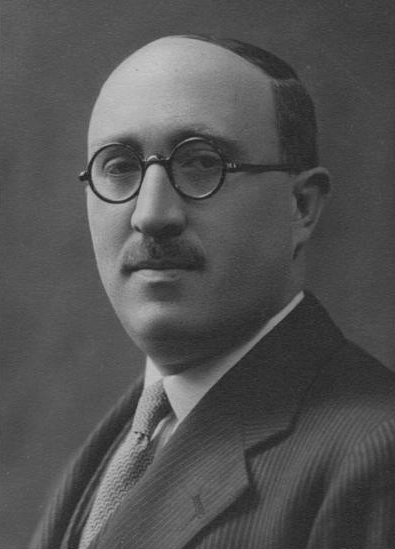
Claudio Sánchez Albornoz.
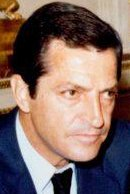
Adolfo Suárez.
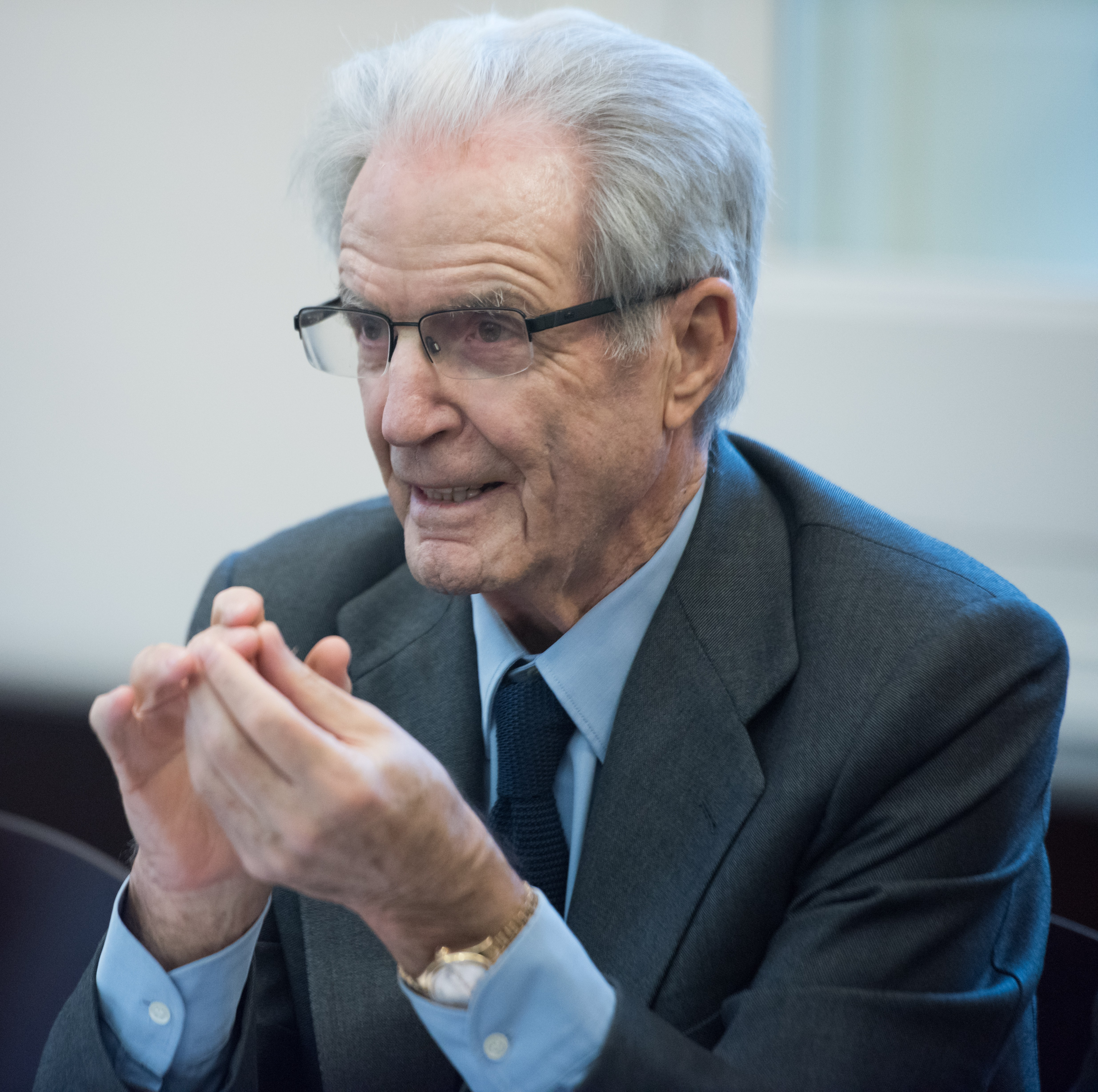
Antonio Garrigues Walker
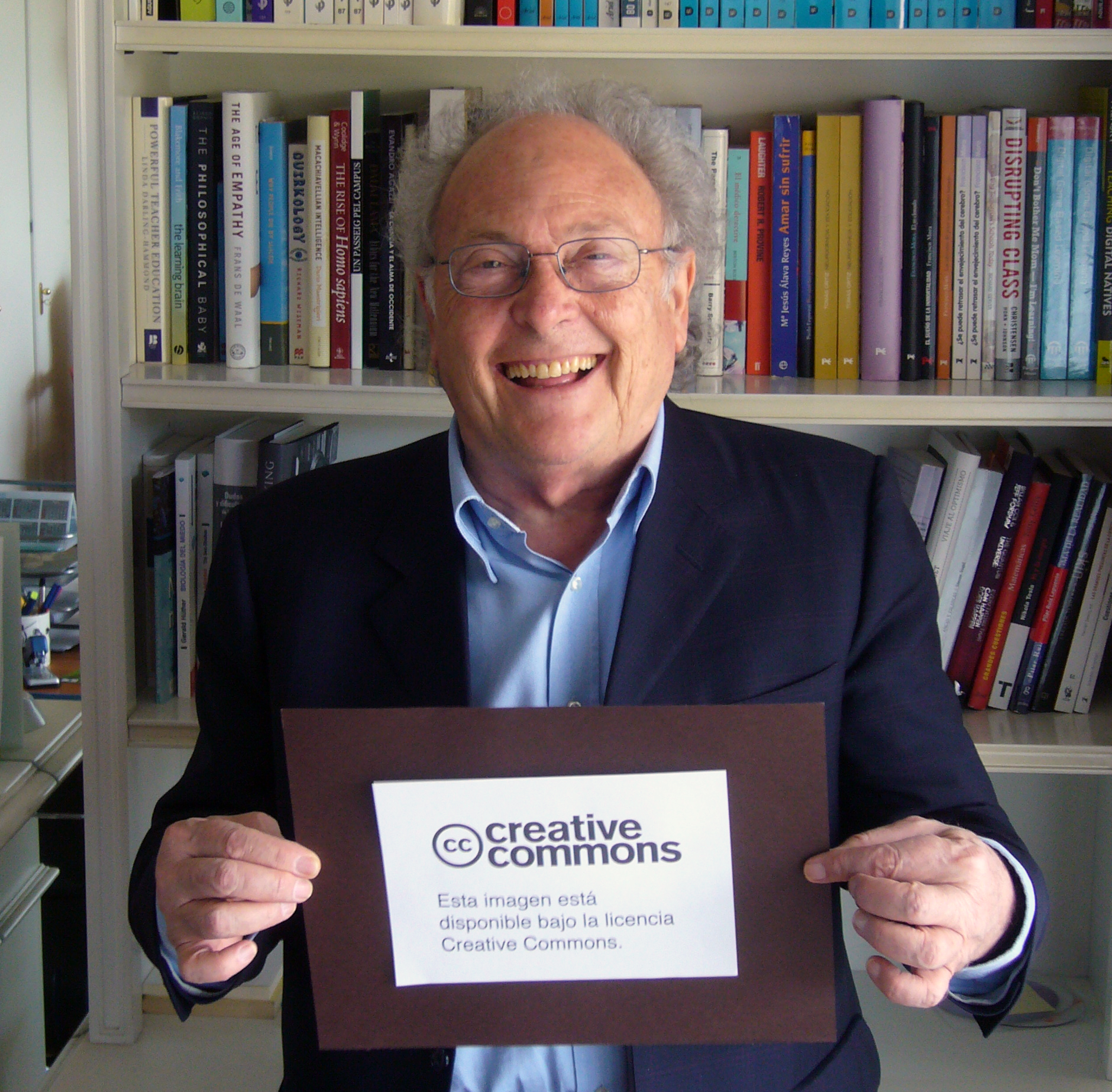
Eduard Punset.
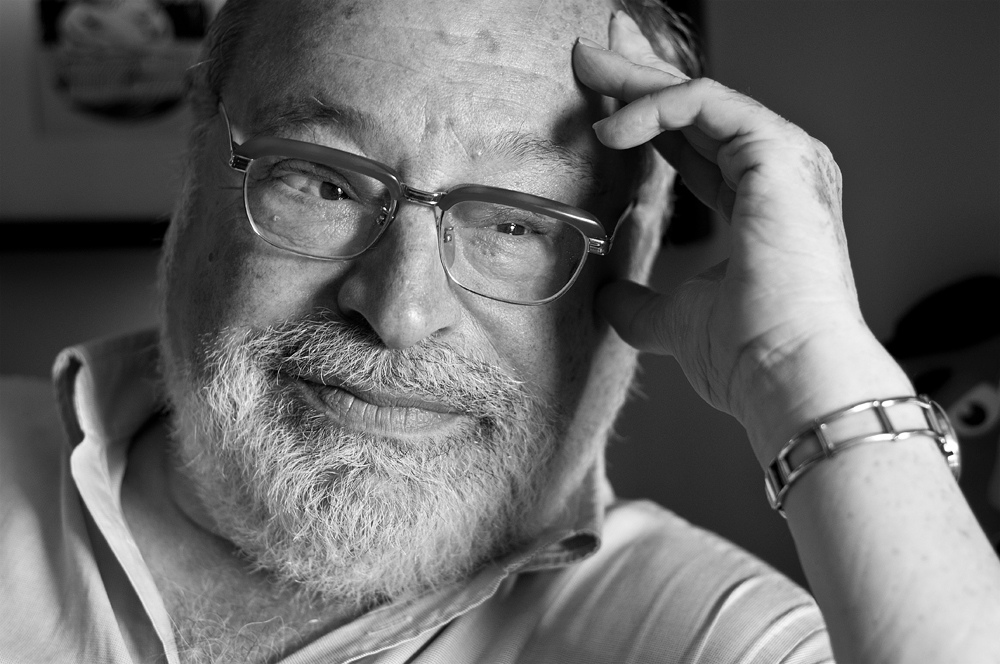
Fernando Savater.
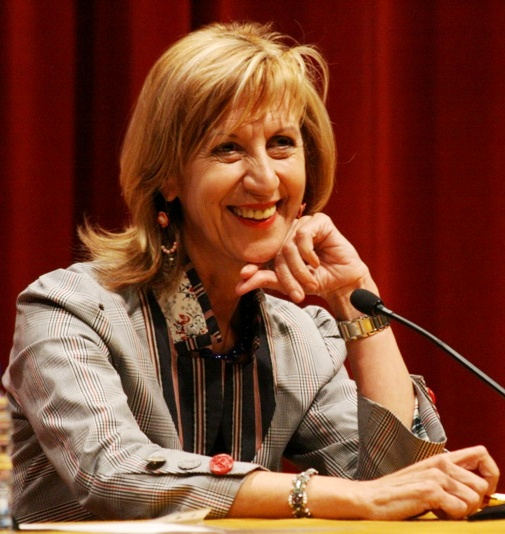
Rosa Díez.